# 2021年アメリカ合衆国議会合同会議でのジョー・バイデンの演説
第46代アメリカ合衆国大統領のジョー・バイデンは、就任から100日目の前夜となる2021年4月28日（水曜）にアメリカ合衆国議会合同会議で演説を行った。バイデンにとってはこれが就任後初の施政方針演説である。一般教書演説と同様、アメリカ合衆国議会議事堂下院議場でアメリカ合衆国第117議会の前に行われた。合同会議長と務めたのは下院議長のナンシー・ペロシと上院議長のカマラ・ハリス副大統領であり、アメリカ史上初めて演説する大統領の背後に女性2人が並ぶ例となった。

## 背景
2021年4月13日の合同会議でペロシ下院議長は現時点における「課題や機会に対処するためのビジョンを示す」ためにバイデンに演説を要請した。バイデンは政権開始から99日目までの演説で進行中のCOVID-19パンデミックと経済の回復、アメリカ人へのワクチン接種キャンペーン、「アメリカ救済計画」の承認、インフラに関する立法を進めるための民主党の努力、銃、社会正義、投票権、ジョージ・フロイド殺害事件におけるデレク・ショーヴィンの判決、アフガニスタンからの米軍撤退計画に触れていた。

### 警備と公衆衛生
合同会議は2021年1月の議会議事堂襲撃事件から始まる議会への継続的な脅威のために国家特別警備行事 に指定されていた。同時にCOVID-19パンデミックも継続中であったために出席者にはマスク着用と社会距離の確保が要求され、また今回は議員はゲストの招待を許されなかった。対策措置は下院守衛官と主治医によって練られた。議場への出席者は200人に絞られ、指定生存者である閣僚たちの多くも遠隔で演説を聴いていた。

## 演説
バイデンの演説は連邦政府の規模と範囲を拡大してブルーカラーの雇用を創出し、連邦の最低賃金を時給15ドルに引き上げ、経済的不平等を減らし、幼児教育、コミュニティ・カレッジ、インフラストラクチャー、研究、地球温暖化対策技術に投資するという計画が中心となった。バイデンはパンデミックからの景気回復と予防接種キャンペーンを就任後100日間の成果として挙げた。バイデンは演説内で「jobs」という単語を43回使った。さらにバイデンは育児、教育、有給休暇などに1兆8000億ドルを歳出する「アメリカ家族計画」を提案した。バイデンは習近平中国共産党総書記のような独裁者たちがアメリカ人の間の政治的分断を「太陽がアメリカの民主主義の中に沈んでいる証拠」と見なしていると主張し、「我々は民主主義がまだ機能していることを照明しなければならない」と述べた。人種問題についてバイデンはアフリカ系アメリカ人が「不正義の膝を見た」と述べ、ジョージ・フロイド殺害事件に言及し、議会は住宅、教育、公衆衛生における「制度的人種差別」を排除するためにジョージ・フロイド警察正義法の可決を訴えた。バイデンは「アフガニスタンでの永遠の戦争」は米軍の撤退で終わると宣言した。

## 反応
共和党上院議員のティム・スコットはバイデンの演説に対する党公式の反対演説を行った。

## 視聴者数
バイデンの演説の視聴者数
| ネットワーク | 視聴者数  |
| ------------ | --------- |
| ABC          | 4,025,000 |
| MSNBC        | 3,941,000 |
| NBC          | 3,542,000 |
| CBS          | 3,367,000 |
| CNN          | 3,180,000 |
| FNC          | 2,920,000 |
| FOX          | 1,630,000 |

スコットの反対演説の視聴者数
| ネットワーク | 視聴者数  |
| ------------ | --------- |
| FNC          | 3,197,000 |
| ABC          | 2,897,000 |
| MSNBC        | 2,725,000 |
| NBC          | 2,469,000 |
| CBS          | 2,311,000 |
| CNN          | 2,080,000 |

  ブロードキャストネットワーク
  ケーブルニュースネットワーク